# Giovanna canta Don Backy
Giovanna canta Don Backy è un album in studio della cantante italiana Giovanna, pubblicato ad aprile 2025 su etichetta Kicco. 
L'album è un tributo a Don Backy nel quale Giovanna reinterpreta i grandi successi dell'artista.

## Tracce
1. L’artista (Don Backy)
2. Frasi d’amore (D. Backy, Detto Mariano)
3. Sognando (D. Backy)
4. Cronaca (D. Backy)
5. L’immensità (D. Backy, D. Mariano, Mogol)
6. Canzone (D. Backy, D. Mariano)
7. Vi lascerò (D. Backy)
8. Buonanotte (D. Backy)
9. Firenze storia (D. Backy)